# Dicrolene gregoryi
Dicrolene gregoryi är en fiskart som beskrevs av Alessandro Trotter 1926. Dicrolene gregoryi ingår i släktet Dicrolene och familjen Ophidiidae. Inga underarter finns listade i Catalogue of Life.